# Кусту, Гийом (старший)
Гийо́м Кусту́ (фр. Guillaume Coustou; 29 ноября 1677, Лион — 22 февраля 1746, Париж) — выдающийся французский скульптор эпохи барокко; ведущий мастер «большого стиля Людовика XIV», соединявшего черты классицизма и барокко. Был придворным скульптором короля Людовика XV, директором Королевской академии живописи и скульптуры. Известен знаменитыми конными статуями, получившими наименование «Кони Марли».

## Семья художников Кусту
Гийом Кусту был членом семьи известных скульпторов; его дядя, Антуан Куазево, в 1677—1685 годах был придворным художником французского короля Людовика XIV. В этом качестве участвовал в украшении Версальского дворца; старший брат Никола Кусту был скульптором, а его сын Гийом Кусту Младший также стал известным королевским скульптором.

## Биография

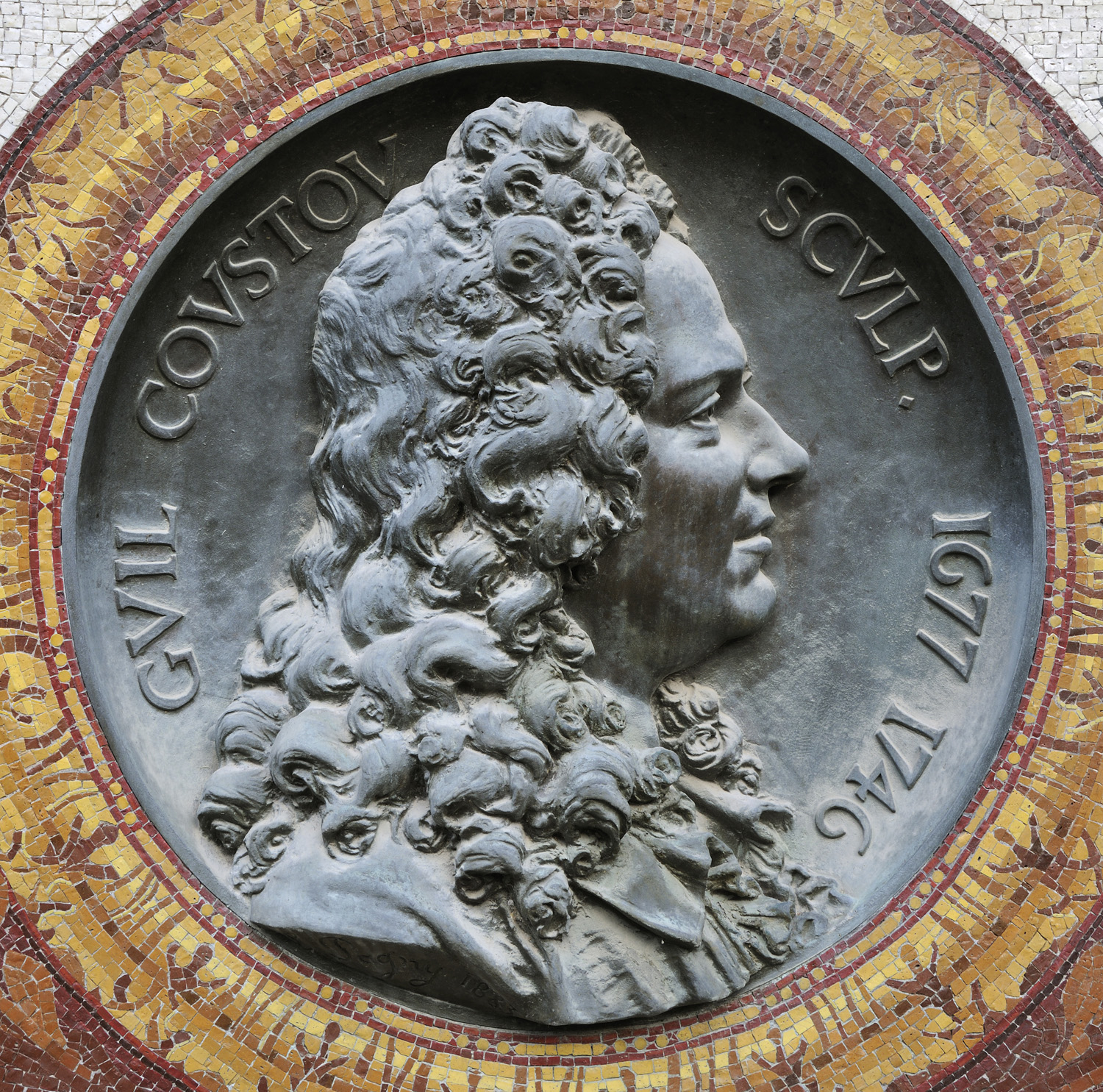
Э. Паньи. Медальон с профилем скульптора Г. Кусту. 1880-е гг. Бронза. Музей изящных искусств, Лион

Гийом Кусту родился в Лионе, на юге Франции. Его отец — Франсуа Кусту (? — 1690) был резчиком по дереву; мать — Клодин Куазево, сестра скульптора Антуана Куазево. Гийом Кусту в 1694 году отправился в Париж, где учился искусству скульптуры в мастерской своего дяди по материнской линии Антуана Куазево. В 1696 году получил вторую премию по скульптуре в старой Академической школе, а в 1697 году — Римскую премию Королевской академии живописи и скульптуры, что дало ему право в течение четырёх лет проходить обучение во Французской академии в Риме. Однако, отказавшись от правил учёбы в академии, он вскоре покинул виллу Медичи, чтобы вести богемную жизнь в Риме и некоторое время скитался по улицам города. Он пытался заработать на жизнь и даже планировал в поисках счастья отправиться в Константинополь. Его друг-скульптор Рене Фремен отговорил его и познакомил с работавшим в Риме французским скульптором Пьером Легро. Последний взял его под свою опеку и поручил работу в церкви Сант-Иньяцио.
По возвращении в Париж в 1703 году Гийом помогал своему дяде Куазево в создании двух монументальных конных скульптур, «Славы» и «Меркурия», для Шато-де-Марли, новой резиденции короля Людовика XIV, которые позднее были заменены его собственной работой: «Укротители коней».
25 октября 1704 года Гийом Кусту был принят в Королевскую академию живописи и скульптуры за мраморную скульптуру, изображающую Смерть Геркулеса на костре, ныне хранящуюся в Лувре; позднее, в 1733 году, он станет ректором Академии. В 1706 году он был назначен адъюнкт-профессором, а в 1715 году стал профессором скульптуры.
С 1707 года Гийом Кусту упоминается в документах как скульптор короля Людовика XV. 9 августа 1710 года он женился на Женевьеве-Жюли Морель, от которой у него было семеро детей. С 1733 года после смерти брата Никола Кусту они жили в его квартире в Лувре.
Гийом Кусту Старший скончался в возрасте шестидесяти восьми лет 22 февраля 1746 года в парижской квартире на площади Вье-Лувр. На следующий день он был похоронен в приходе церкви Сен-Жермен-л'Осеруа в присутствии, среди прочих, двух его сыновей, Гийома Кусту Младшего, также королевского скульптора, и Пьера Шарля, юриста в парижском парламенте.

## Творчество
В течение своей карьеры Гийом Кусту работал в Версале, с 1707 года участвовал в оформлении Королевской капеллы Версальского дворца, он создал многие скульптуры для парка Марли в сотрудничестве со своим братом Никола Кусту. Затем он трудился в Трианоне и в Париже, где украсил своими скульптурами многие здания, такие как портал Дома Инвалидов, Бурбонский дворец и большую палату здания суда.
В 1714 году в Марли братья Кусту работали над мраморными скульптурами, изображающими Аполлона, преследующего Дафну (Никола Кусту изваял Аполлона, а Гийом Дафну, ныне обе скульптуры хранятся в Лувре). Примерно в то же время Гийому было поручено изготовить ещё одну фигуру из мрамора: бегущего Гиппомена, призванную дополнить Аталанту, скопированную с античного оригинала Пьером Лепотром: каждая была помещена в центр одного из бассейнов в Марли.
В 1725 году герцог д’Антен, генеральный директор ведомства Королевских построек (Bâtiments du Roy), заказал парные скульптуры: Людовика XV в натуральную величину в образе Юпитера и королевы Марии Лещинской в виде богини Юноны для парка своего замка Пти-Бур, который примыкал к садам Версаля. Ряд скульптур предназначался для садов Тюильри, в первую очередь бронзовые «Диана и олень» и «Гиппомен» (1714), вначале они находились у пруда с золотыми рыбками в Марли, а затем переехали в Тюильри (в 1940 году перенесены в Лувр).
Кусту также создал для парка в Марли два монумента: «Океан» и «Средиземное море»; бронзовую «Рону», составлявшую часть монумента Людовику XIV в Лионе, и скульптуры у входа в Дом инвалидов. Из последних барельеф, изображающий Людовика XIV, сопровождаемого «Справедливостью» и «Благоразумием», был разрушен во время революции, но восстановлен в 1815 году Пьером Картелье по оригинальной модели Кусту; бронзовые фигуры Марса и Минервы (1733—1734) по обе стороны от портала не пострадали.

### Кони Марли
В 1745 году, за год до смерти, Гийом Кусту добился одного из своих главных успехов, когда его работа «Укротители коней» была установлена в Шато-де-Марли. История знаменитых «Коней» восходит к 1730-м годам, когда после смерти Людовика XIV в 1715 году его правнук и наследник Людовик XV решил хотя бы частично восстановить скульптурный ансамбль парка Марли, заброшенного во времена Регентства. Он заказал Гийому Кусту две скульптурных группы для украшения бассейна «Водопой Марли» (l' abreuvoir de Marly) — места, где некогда стояли две скульптуры: «Меркурий верхом на Пегасе» (Mercure à Cheval sur Pégase) и «Слава верхом на Пегасе» (La Renommée à Cheval sur Pégase) работы скульптора Антуана Куазево (1701—1702). Модели Кусту были утверждены королем в 1743 году и установлены в Марли в 1745 году.
Во время революции, в 1794 году, живописец Ж. Л. Давид распорядился перевезти «Коней Марли» в Париж и установить их симметрично у въезда на Елисейские поля (со стороны современной Площади Согласия. В настоящее время на площади находятся копии, а оригиналы хранятся в Лувре.
Парные скульптуры из каррарского мрамора изображают возничего, пытающегося управлять дикой лошадью. Считается, что одна фигура представляет Америку (мужчина негроидного типа в шляпе из перьев), другая — Европу (без атрибутов).
Прообразами композиции послужили позднеантичные скульптурные группы Диоскуров на Квиринальской площади и на Кампидолио (вершине Капитолийского холма в Риме. Однако парные римские группы статичны, произведение Кусту проникнуто барочной динамикой и экспрессией. «Здесь во всём своём торжественном пафосе оживает дух французского барокко: напряжённая динамика, сложность контура, живописное богатство форм, размах и сила движения, великолепно переданное ощущение борьбы и сопротивления…». Но «выразительные черты барокко у Кусту подчинены строгой организованности ритма, цельности общего впечатления». В этом проявлены основы индивидуального стиля художника, восходящего к «большому стилю» второй половины XVII века, эпохи «Короля-Солнце», в котором органично сосуществовали элементы барокко и классицизма.
«Кони Марли» послужили одним из прототипов не менее знаменитых скульптурных групп «Укрощение коня человеком», выполненных П. К. Клодтом для Аничкова моста в Санкт-Петербурге (1838—1843).

## Галерея

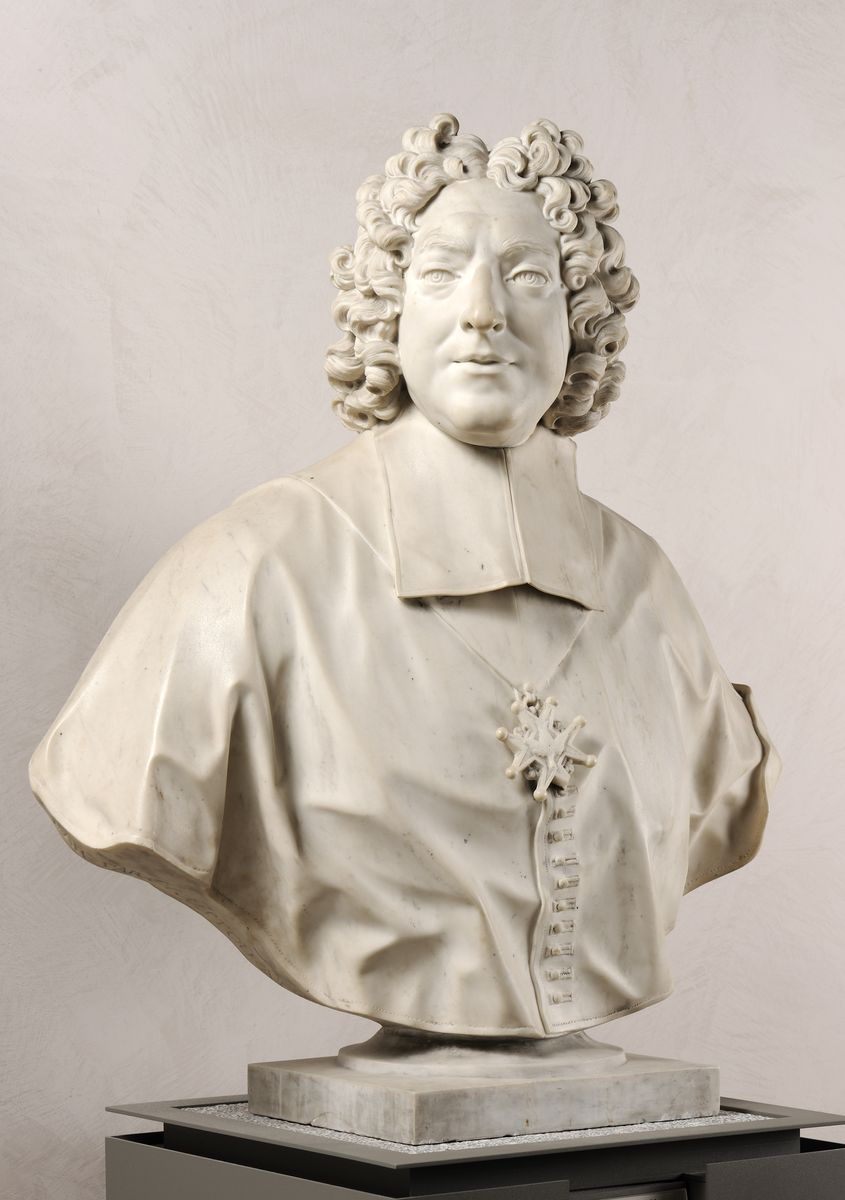
Бюст Франсуа-Поля де Нойвиля де Вильруа, архиепископа Лионского. 1830-е гг. Мрамор. Музей изящных искусств, Лион
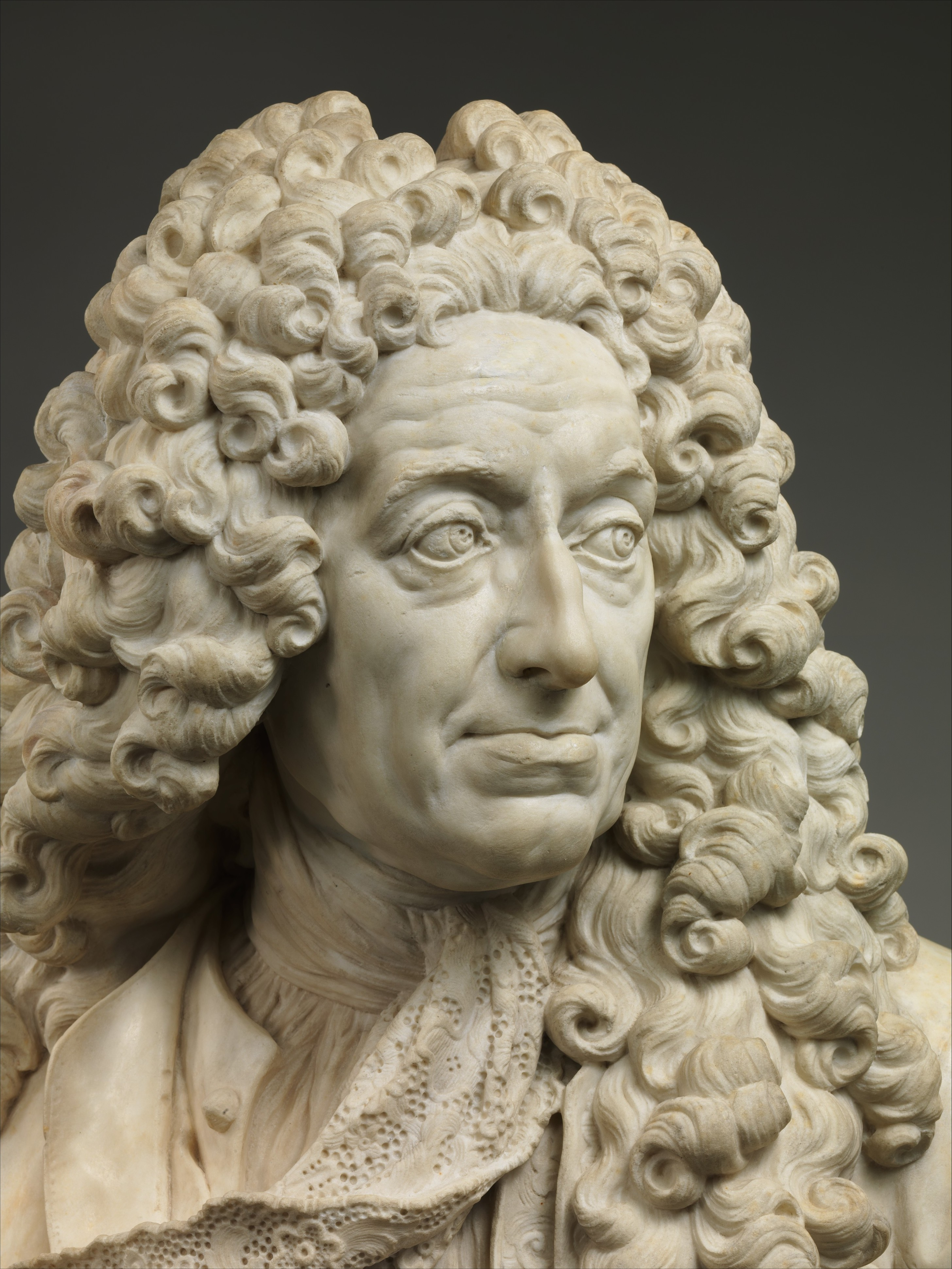
Бюст Самуэля Бернара, графа де Кубера. Деталь. 1727. Мрамор. Метрополитен-музей, Нью-Йорк
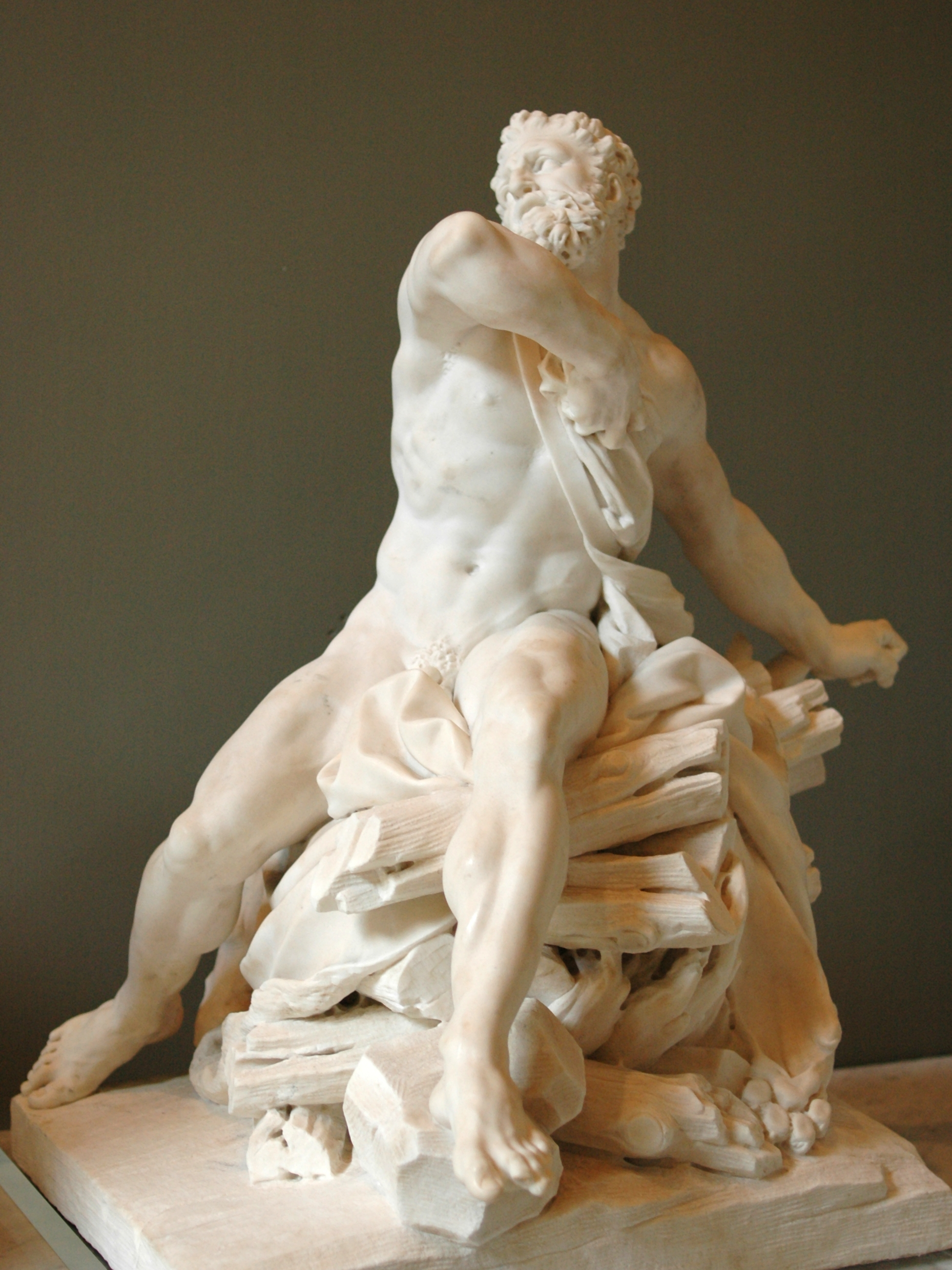
Смерть Геркулеса на костре. 1704. Мрамор. Лувр, Париж
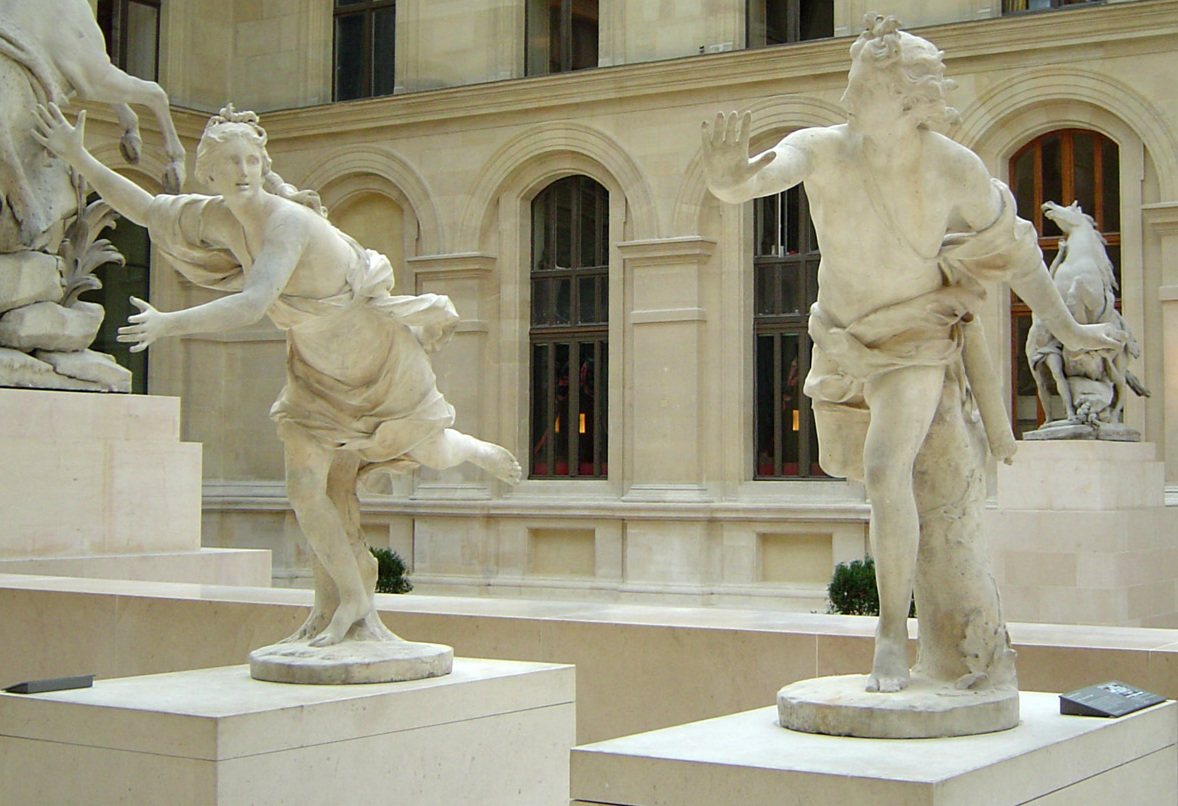
Гийом и Никола Кусту. Дафна, преследуемая Аполлоном. 1714. Мрамор. Лувр, Париж
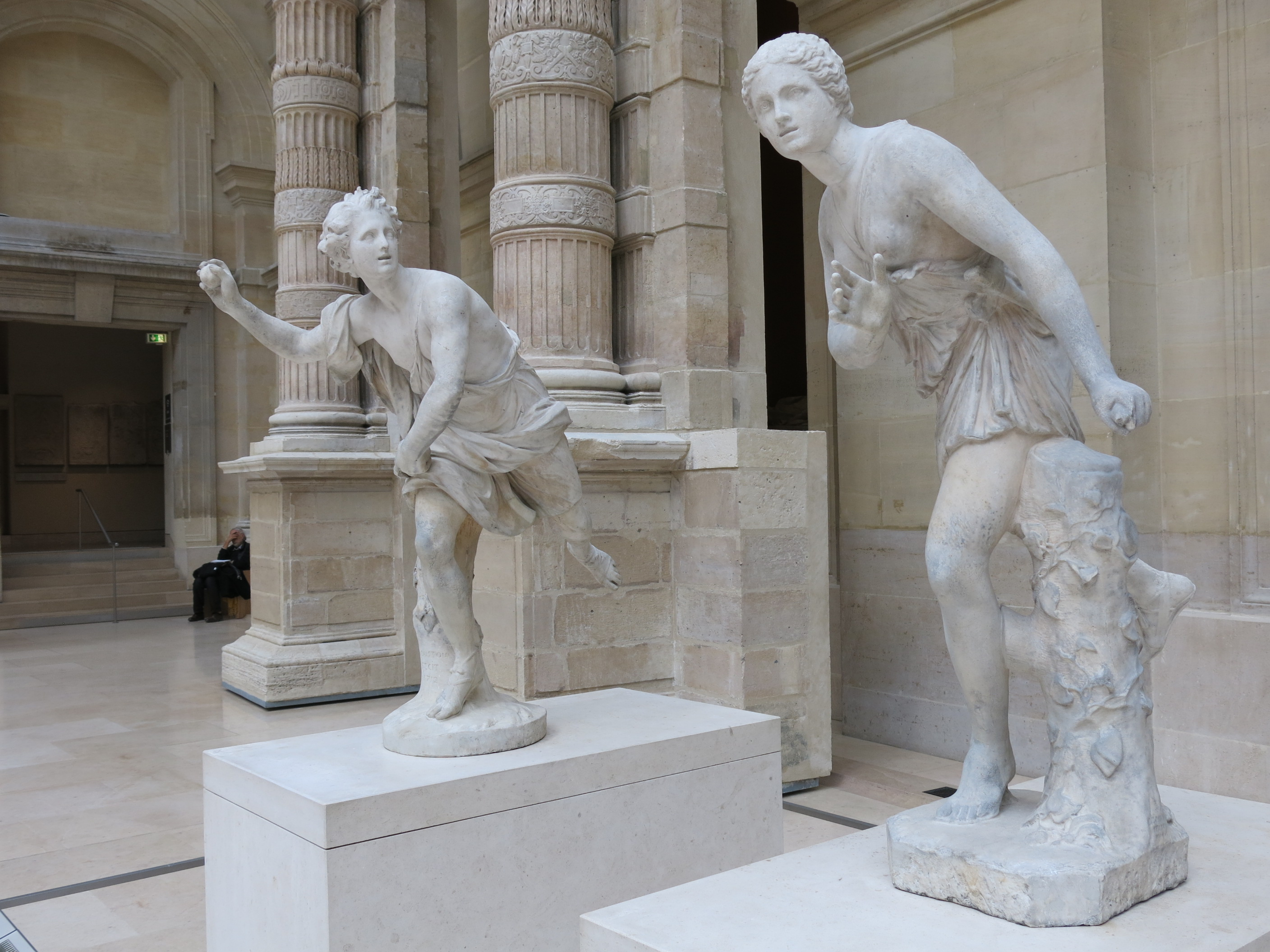
Гиппомен (Г. Кусту) и Аталанта (копия античного оригинала). 1710-е гг. Мрамор. Лувр, Париж
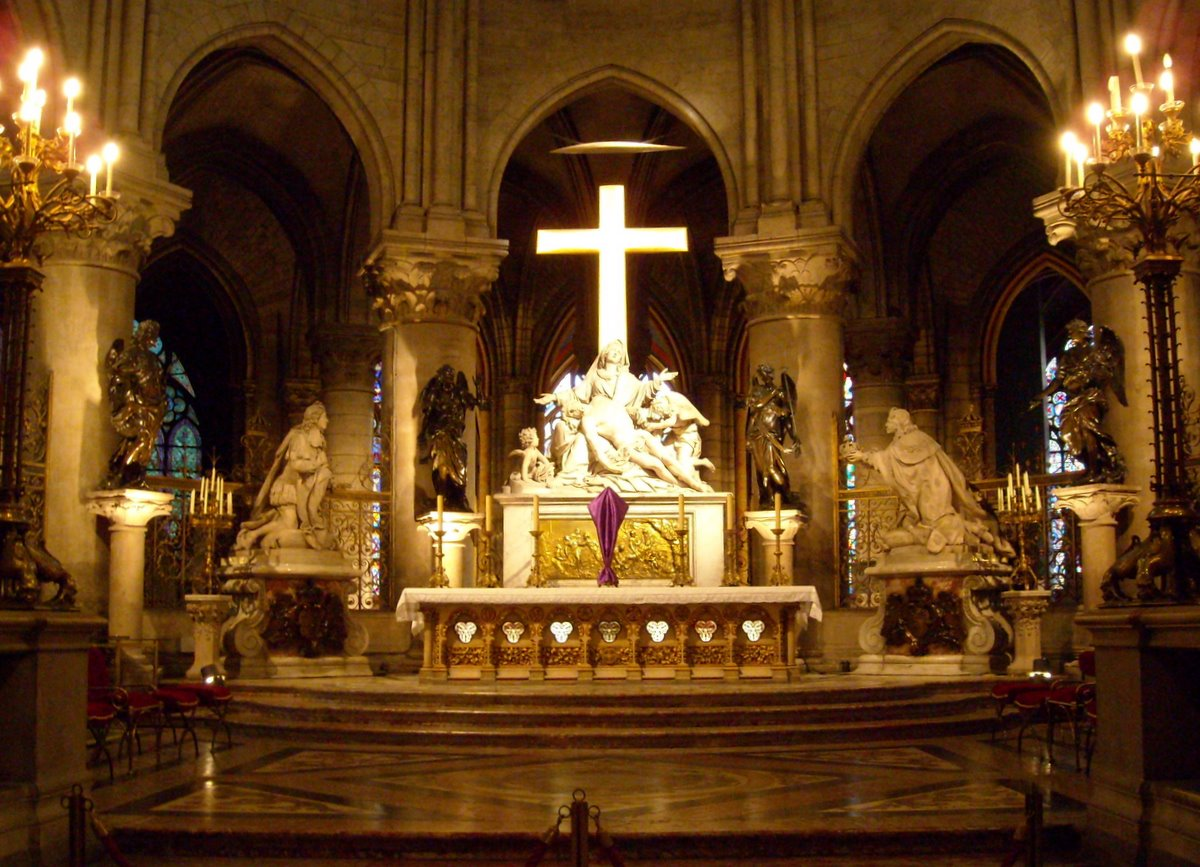
Пьета (Никола Кусту), статуя Людовика XIII (Гийом Кусту), статуя Людовика XIV (Антуан Куазево). 1723. Хор собора Парижской Богоматери
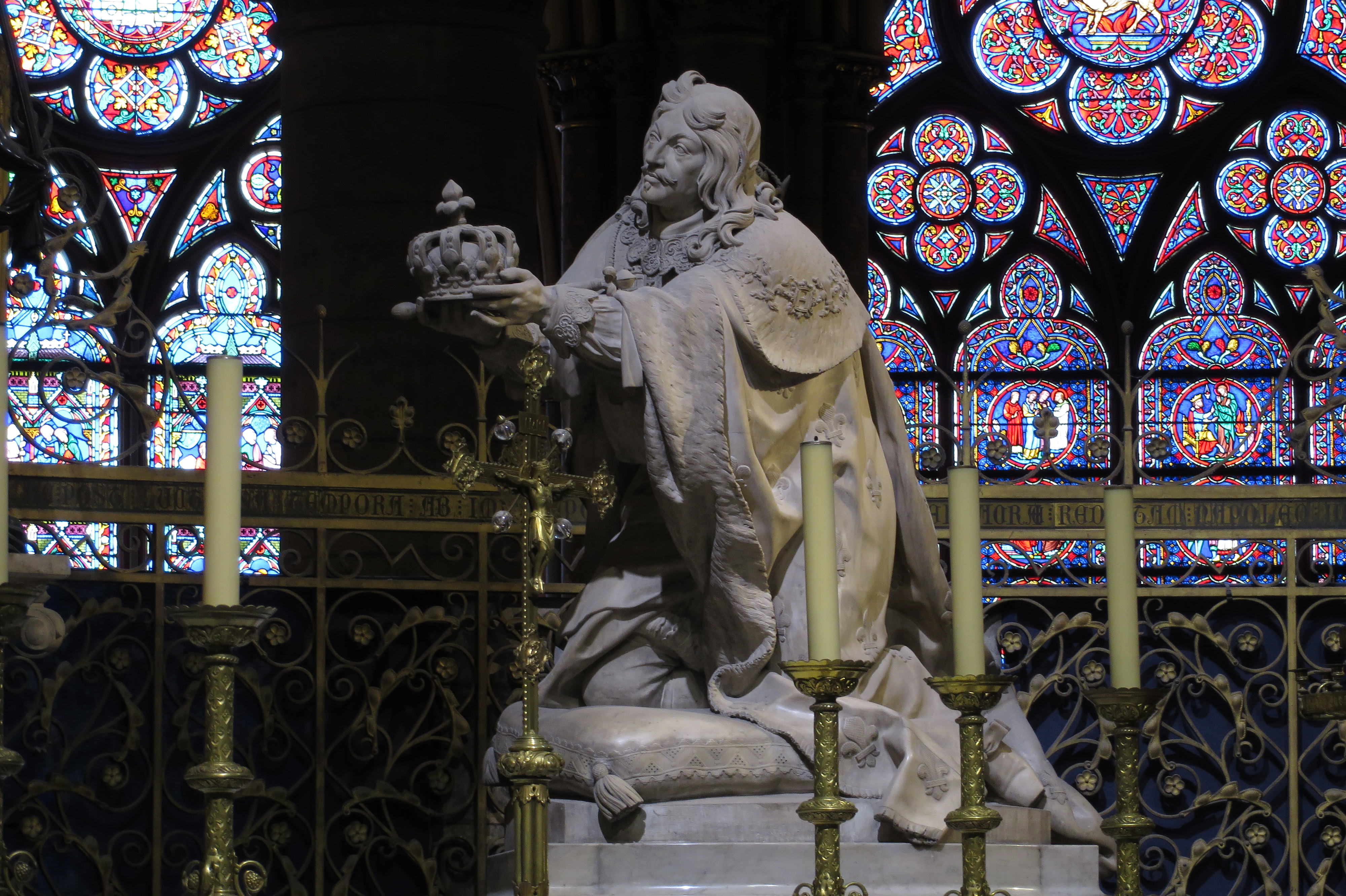
Статуя Людовика XIII (Гийом Кусту)
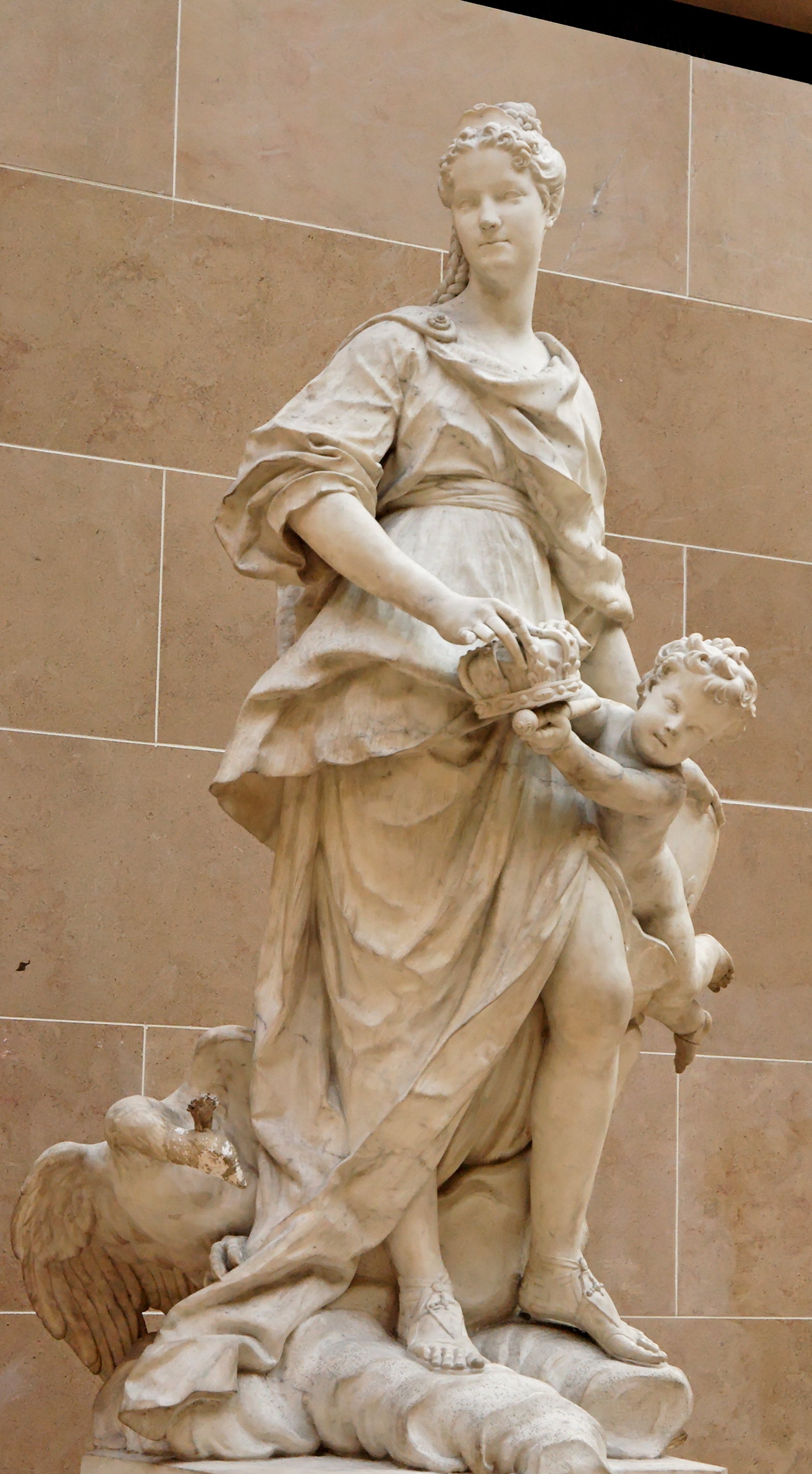
Мария Лещинская в образе Юноны. 1725-1731. Мрамор. Лувр, Париж
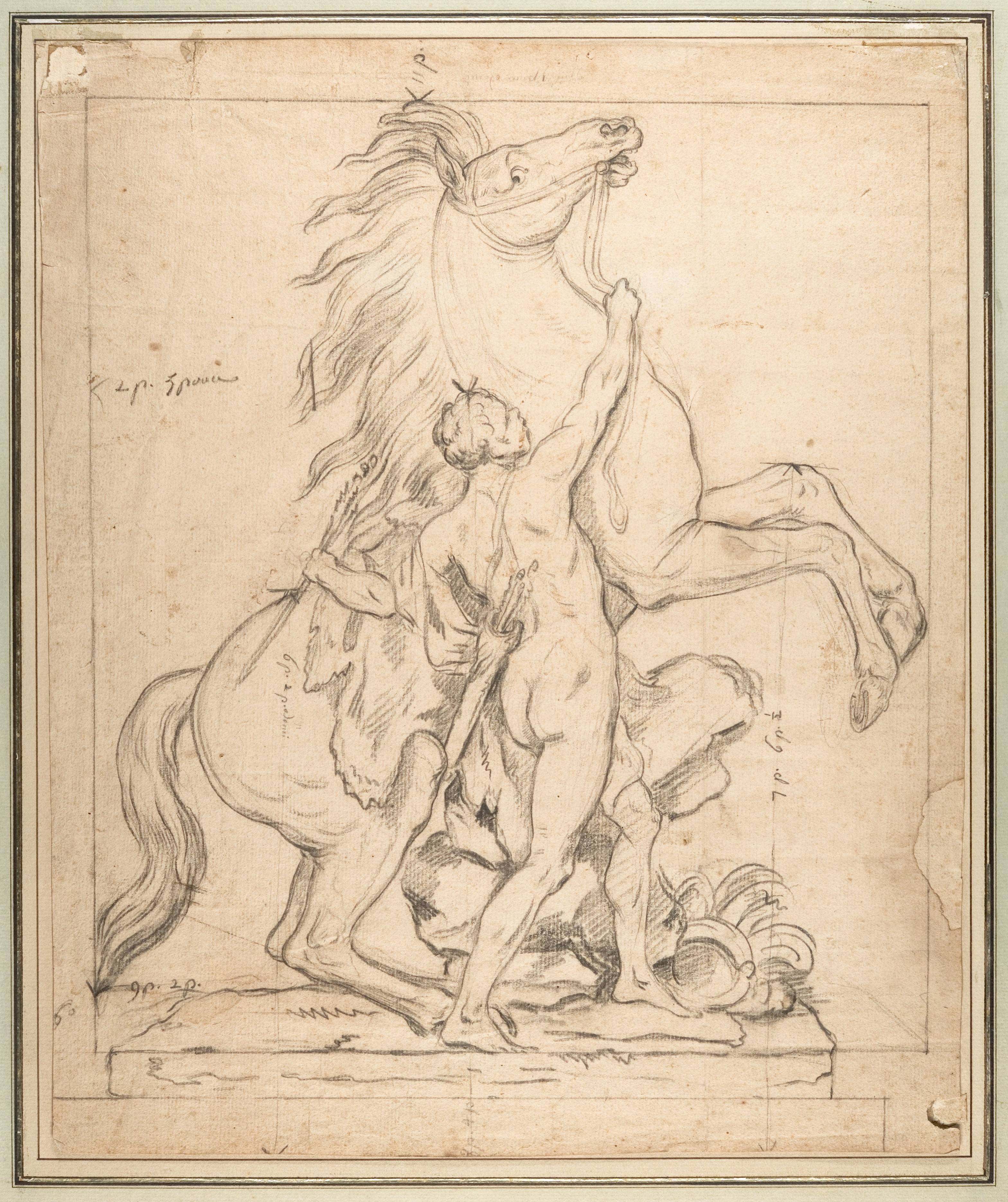
Подготовительный рисунок к группе «Укротителей коней». 1742. Метрополитен-музей, Нью-Йорк
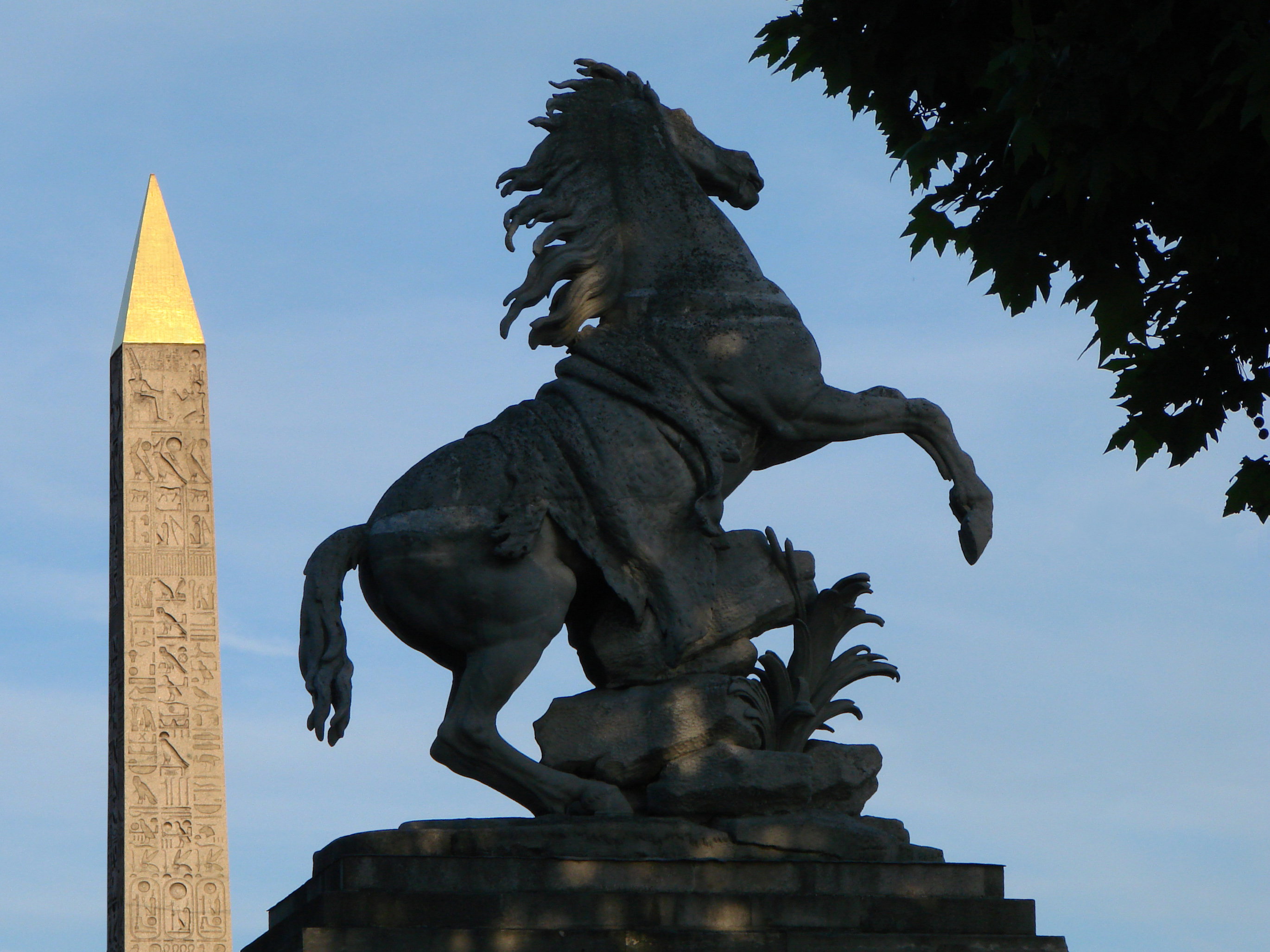
Одна из групп «Коней Марли». Копия М. Бурбона. 1984. Мрамор. Елисейские поля, Париж
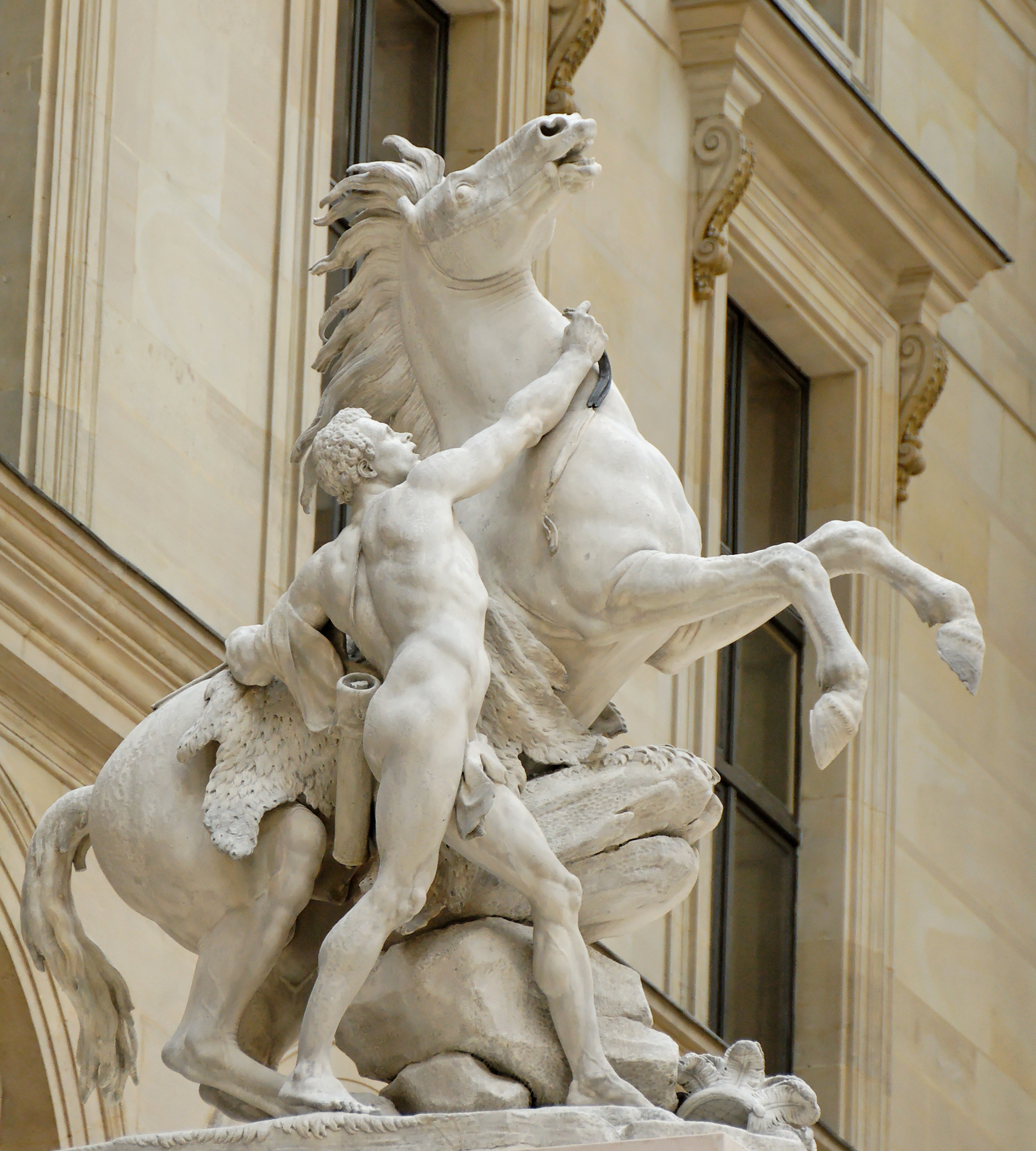
Одна из парных скульптур в Лувре. 1743-1745. Мрамор
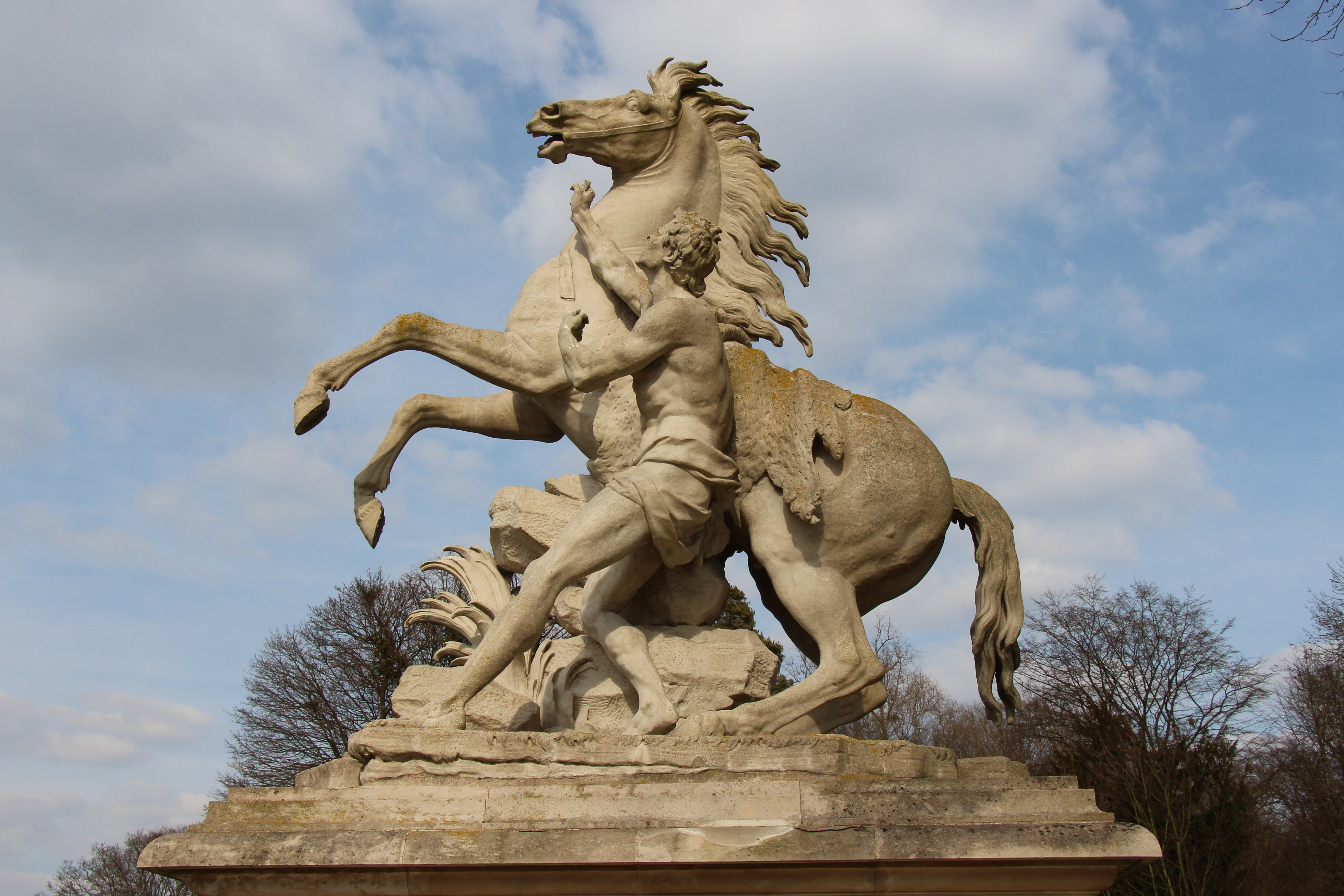
Копия в парке Марли-ле-Руа
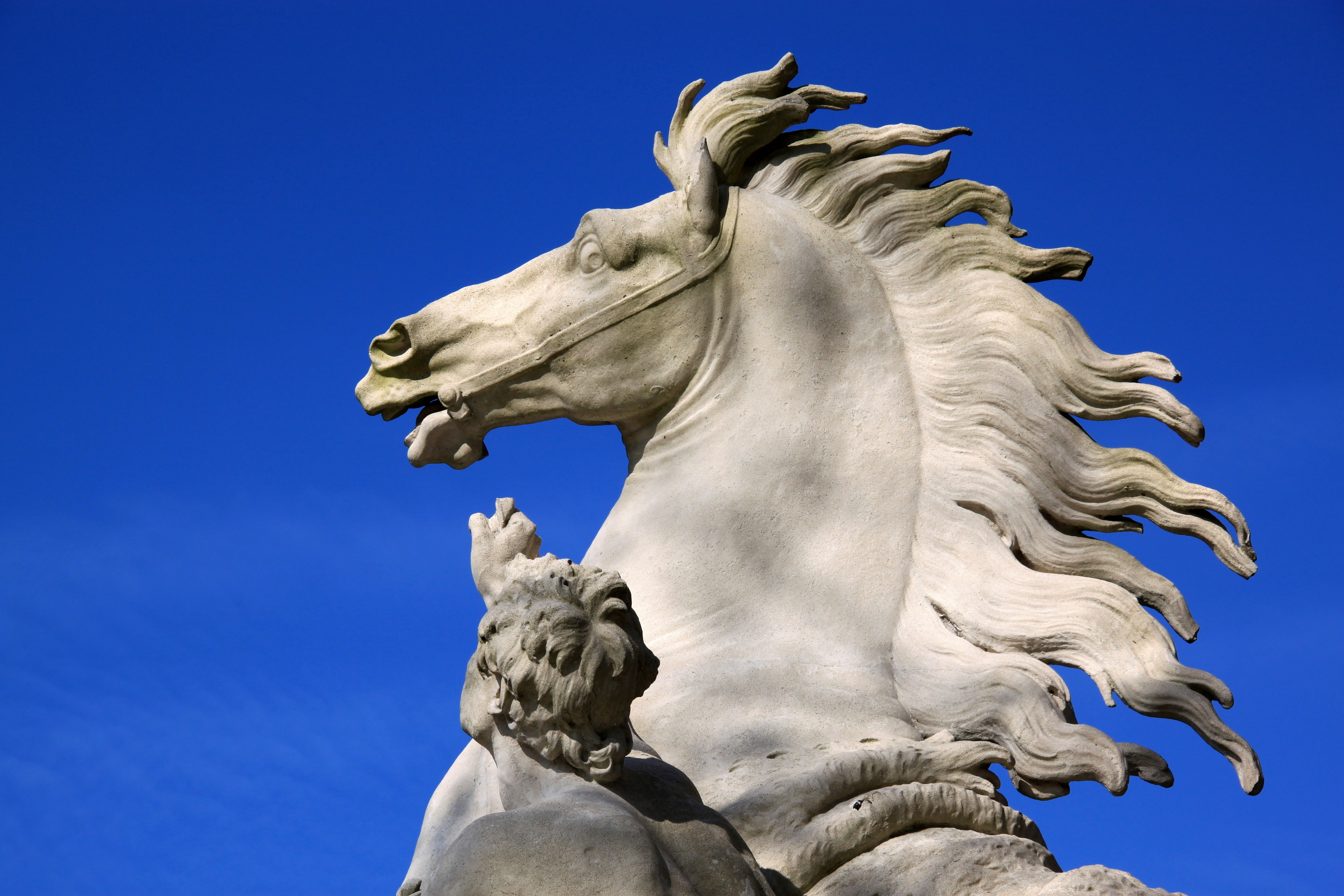
Деталь скульптуры
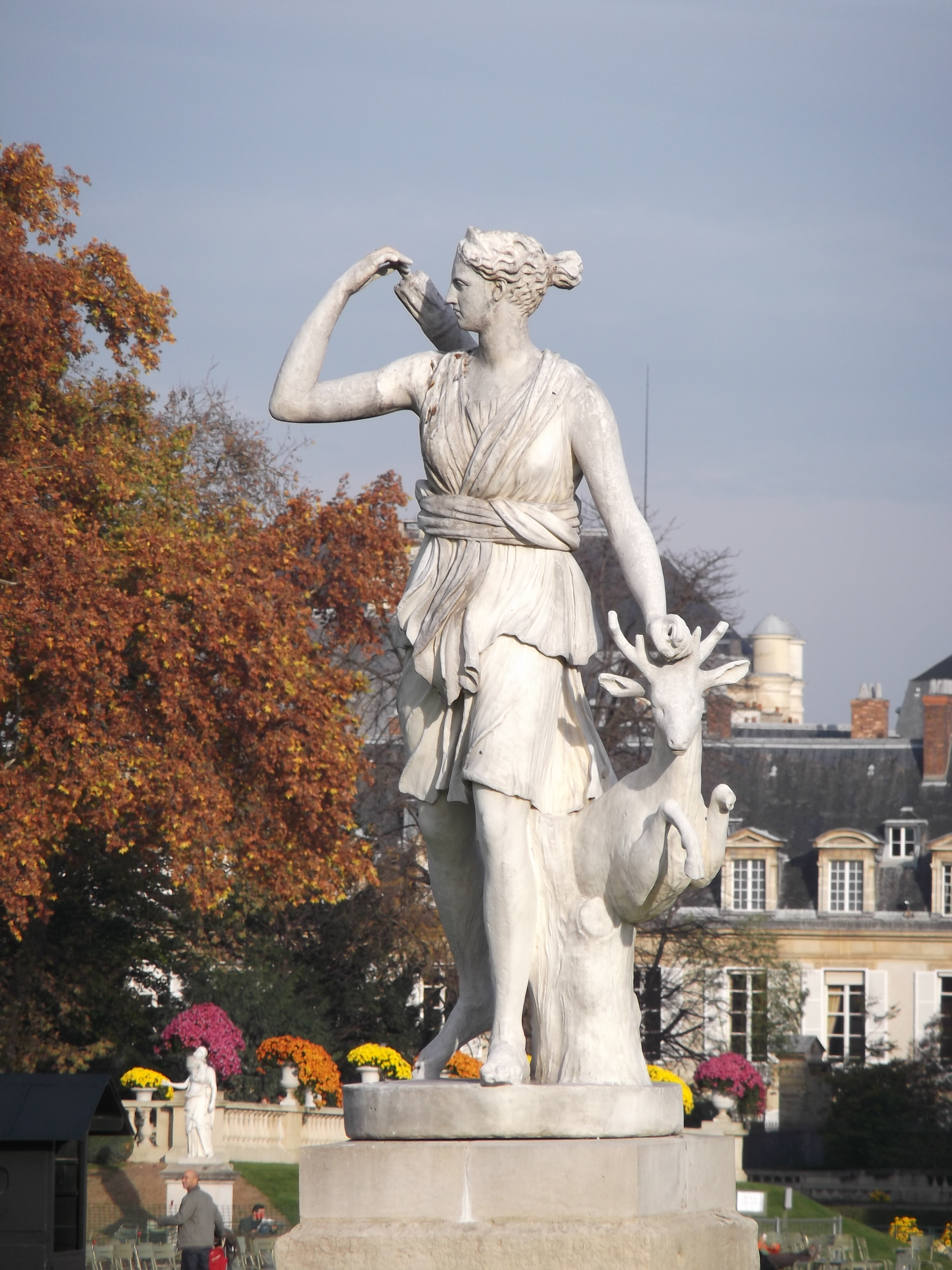
Диана-Охотница (по античному оригиналу). Люксембургский сад, Париж
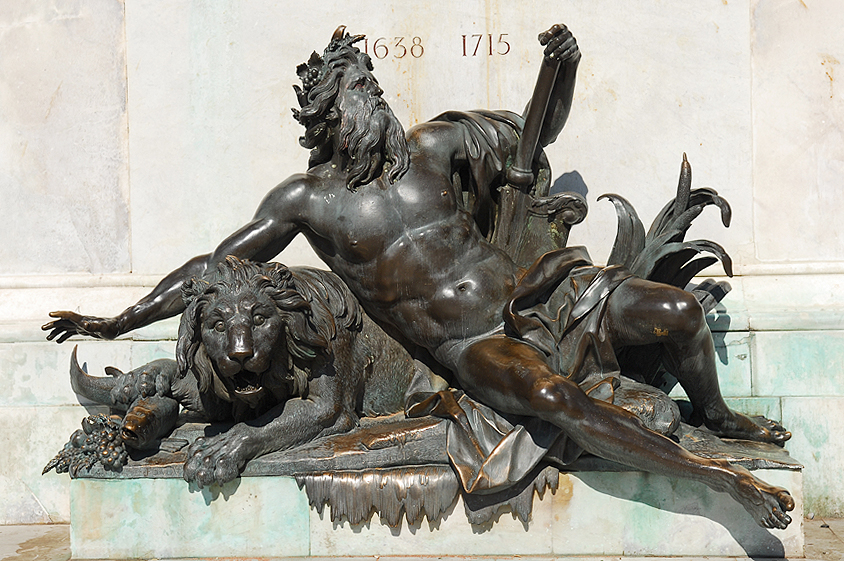
Аллегорическое изображение реки Рона. Памятник Людовику XIV, площадь Белькур, Лион